# HD 30034
HD 30034，又名BD+10 621，SAO 94095、HR 1507，是一颗恒星，视星等为5.4，位于銀經186.9，銀緯-21.8，其B1900.0坐标为赤經4h 38m 53.2s，赤緯+10° -21.8′ 35″。